# Гота
Гота (нем. Gotha) — город в Германии, районный центр, расположен в земле Тюрингия, входит в состав района Гота. 
Занимает площадь 69,52 км². Население составляет 45 410 человек (на 31 декабря 2015 года). 
Город подразделяется на 7 городских районов. 
Гота — один из самых старых городов в Германии, и является культурным и историческим центром Тюрингии. Символом города считается старинный замок Фриденштайн, построенный в 1567 году в стиле барокко.

## История
Первое письменное упоминание об этом городе у знаменитого Тюрингенского леса датировано октябрем 775 года. Именно тогда император Карл Великий подарил монастырю Херсфельд лесные угодья и поля около виллы Gothaha. Город основан на пересечении двух дорог, благодаря чему долгое время являлся важным торговым центром. Главным товаром, приносившим местным купцам солидную прибыль, было вино.
Одной из исторических достопримечательностей города является проложенный в 1369 году 12-километровый канал Лейна. Он был построен по распоряжению графа Бальтазара для обеспечения Готы водой и используется в этих целях до сих пор.
В XVII веке город стал резиденцией протестантского герцогства Саксен-Кобург-Готского. Этот статус у него оставался до 1918 года. Как отмечают историки, герцоги превратили Готу в образцово-показательный город, как в административном, так и финансово-экономическом плане.
Не меньшее внимание просвещённые правители уделяли развитию науки и культуры. Именно поэтому город стал центром картографического и издательского дела. В 1826 году в Готе Иосиф Мейер организовал издательство «Библиографический институт». Кроме того, именно здесь впервые в Германии было введено обязательное школьное обучение для мальчиков и девочек.
В городском замке был устроен придворный театр с первой постоянной труппой; сегодня первый немецкий театр носит имя Конрада Экхофа — в честь одного из своих основателей.
Герцог Эрнст Второй распорядился снести городские укрепления и разбить на их месте английский сад. Здесь же, по его повелению, возвели обсерваторию, охранять которую в качестве памятника он распорядился в завещании.
Гота считается родиной современного страхового бизнеса в Германии. В 1820 году Эрнст-Вильгельм Арнольди создал в этом городе основанный на принципе взаимности страховой банк Gothaer Feuerversicherungsbank, ныне — Gothaer, со штаб-квартирой в Кёльне.
В мае 1875 года в Готе состоялась Объединительная конференция двух ведущих социал-демократических партий Германии, Социал-демократической рабочей Августа Бебеля и Вильгельма Либкнехта («эйзенахцы») и Всеобщего германского рабочего союза Фердинанда Лассаля («лассальянцы»). На конференции было решено объединить обе организации в одну, названную Социалистическая рабочая партия Германии (ныне СДПГ), и принята программа объединённой партии, известная как «Готская программа».
В конце Второй мировой войны город фактически не пострадал, так как немецкий комендант своевременно сдал его подступавшим американским войскам. Позже он стал частью советской оккупационной зоны и, соответственно, оказался на территории ГДР.
В городе располагался завод Gothaer Waggonfabrik, производивший, в том числе, трамваи, эксплуатировавшиеся в некоторых городах СССР (в частности, в Евпатории, во Львове).

## Герб
Главный щит герба состоит из двух полей, верхнее поле из золота, нижнее поле разделено четыре раза черным и красным. В основе главного щита - Сен-Готард в епископском облачении, восседающий на золотой кафедре, украшенной львиными головами и ногами. Трон стоит на белом постаменте.
Поверх пурпурной казулы он облачен в белый паллий с полосой на груди, на которой вытканы четыре черных креста. Митра, возложенная на голову епископа, окруженная нимбом, снабжена литургической атрибутикой. Он держит посох в правой руке и Библией в его левом.
В верхнем поле главного щита изображены: парящая над фигурой святого пятибашечная красная стенная корона. Кроме того изображены буквы слева S. GOTE, а справа буквы HARDVS (S. Gotehardus).

## Регулярные мероприятия
Самый важный фестиваль города — Gothardusfest, который отмечается в первые выходные мая и посвящён покровителю города Сен-Готарду. Фестиваль продолжает средневековую традицию, зафиксированную в Положении об оружии ещё в 1442 году. Фестиваль длится три дня с различными мероприятиями, такими как рынки и концерты. Например, в начале фестиваля в пятницу проходит большой фейерверк в оранжерее. На следующий день традиционно проводится парад, на котором публике представляются клубы Готы и её окрестностей. «Главными действующими лицами» Готардского фестиваля являются Сен-Готард и ландграф Бальтазар, которых представляют жители Готы.
Второй крупный городской праздник — фестиваль барокко. С 2001 года, в последние выходные августа, гламурная эпоха позднего барокко была возрождена в исторической атмосфере замка Фриденштайн. Около 200 актёров-любителей переодеваются в костюмы на два дня, актёр герцог Фридрих III фон Саксония-Гота-Альтенбург принимает парады со своим двором, проводит аудиенции, совершает поездки в город и гуляет по саду оранжереи
Ежегодно в сентябре мастера-златокузнецы (нем. Goldschmied), или торевты, следующие средневековой ремесленной традиции, встречаются в центре старого города на международной встрече златокузнецов Gotha Glows. В то же время, в центре города проходит осенний рынок со средневековой атмосферой. Изделия, выполненные торевтами, ежегодно продаются с аукциона по хорошей цене.

## Известные люди
- Бенда, Анна Франтишка (1728—1781) — чешская певица (сопрано).
- Бубе, Адольф (1802—1873) — немецкий поэт и архивариус; родился и умер в Готе.
- Бонштедт, Людвиг Людвигович (1822—1885) — архитектор, скончался в Готе 3 января 1885 года.
- Вейсгаупт, Адам (1748—1830) – философ и писатель, основатель Ордена иллюминатов.
- Вермут, Кристиан (1661—1739) — немецкий медальер и резчик монетных штемпелей эпохи барокко.
- Гесс, Рихард Александр (1835—1916) — немецкий учёный-лесовод.
- Гофф, Карл Эрнст Адольф фон (1771—1837) — немецкий геолог и географ.
- Данц, Иоганн Андреас (1654—1727) — лютеранский богослов и востоковед.
- Джордж, Карл Эрнст (1806–1895) – немецкий филолог и лексикограф.
- Микониус, Фридрих (1491—1546) — немецкий лютеранский богослов, францисканский монах; деятель Реформации.
- Раден, Вильгельм фон (1798–1860) — прусский генерал и военный писатель.

## Города-побратимы
- Франция: Ромийи-сюр-Сен (с 1960)
- Германия: Зальцгиттер